# Véres Valentin 3D
A Véres Valentin 3D (eredeti cím: My Bloody Valentine 3D) 2009-ben bemutatott amerikai slasher horrorfilm, az 1981-es My Bloody Valentine című kanadai film remake-je. A főszerepben Jensen Ackles, Kerr Smith és Jaime King látható.
A filmet 3D-ben mutatták be a mozikban. Az Amerikai Egyesült Államokban 2009. január 16-án, Magyarországon egy hónappal később, február 26-án került a mozikba (forgalmazó: Fórum Hungary).
A film általánosságban vegyes kritikákat kapott a kritikusoktól, ennek ellenére mégis anyagi sikert aratott. A Metacritic oldalán a film értékelése 51% a 100-ból, amely 11 véleményen alapul. A Rotten Tomatoeson a Véres Valentin 57%-os minősítést kapott, 89 értékelés alapján.

## Cselekménye
1997 Valentin napján hat bányász esik csapdába a föld alatt egy robbanás következtében a Harmony bányászközösségben található Hanniger bányában. Mire a mentők odaérnek a bányászokhoz, már csak a kómában lévő Harry Warden van életben. A további nyomozás során kiderül, hogy Warden megölte a többi bányászt, hogy oxigént spóroljon. Tom Hannigert, a bánya tulajdonosának fiát hibáztatják a robbanásért, mivel elfelejtette átszellőztetni a metánvezetékeket, ami az összeomlást okozta. Egy évvel később Warden felébred a kómából, és számos beteget és alkalmazottat meggyilkol, az áldozatok szívét pedig egy csokoládédobozban hagyja. Miközben Tom (Jensen Ackles), barátnője, Sarah (Jaime King), barátaik, Irene és Axel (Kerr Smith), valamint más tinédzserek a bányában buliznak, Warden – bányászfelszerelést és gázálarcot viselve – csákánnyal támad rájuk. Sarah, Irene és Axel elmenekül, de Tom ott ragad Wardennel. Burke seriff megérkezik, és lelövi Warden-t, mielőtt az megölhetné a halálra rémült Tomot, de a sebesült Warden a bánya mélyébe tántorog.
Tíz évvel később Tom visszatér Harmonyba, miután apja meghal. Eladja a bányát, ami feldühíti a bányaigazgatót, Ben Foleyt. Axel, aki most a város seriffje, feleségül vette Sarah-t, de viszonya van a munkatársával, Megannal. A motelben, ahol Tom megszáll, egy álarcos támadó gyilkolja meg Irene-t és két másik embert. A helyszínről készült kamerafelvételeken látszik, hogy a gyilkos bányásznak öltözött, és ezzel elindul a pletyka, hogy Warden visszatért. Axel egy csokoládédobozt kap, amelyben Irene szíve van. Eközben Tom újra kapcsolatba kerül Sarah-val, és bocsánatot kér a tízéves távollétéért.
A bányában a Foley-t kereső Tomot a Bányász bezárja egy közüzemi ketrecbe, majd megöli a Tomot kísérő munkást, és eltűnik, mielőtt a segítség megérkezne. Tom bizonygatja, hogy Warden visszatért, de Axel elárulja, hogy Foley és Burke seriff megtalálták és megölték Wardent a tíz évvel ezelőtti támadása után. A csoport ellátogat az erdőbe, ahol Warden holttestét eltemették, de rájönnek, hogy a sír üres. Tom elhatározza, hogy felkutatja és megállítja Warden-t. Az erdőben kutatva megtalálja a kunyhót, amelyet Axel és Megan a viszonyukhoz használtak. Aznap éjjel a Bányász megöli Foleyt, és a holttestét Warden sírjában hagyja. Axel rájön, hogy a gyilkos azon kevesek egyike lehet, akik tudnak a sírról, és egyre gyanakvóbbá válik Tom iránt.
A Bányász megtámadja Sarah-t és Megant, és megöli Megant, mielőtt Axel megérkezik. Sarah kisebb sérülésekkel kórházba kerül. A Bányász ezután megöli Burke egykori seriffet. Tom megjelenik a kórházban, és azt mondja Sarah-nak, hogy meg kell mutatnia neki valamit, amit Axel kunyhójában talált. A lány ellenőrzi magát, és elkíséri Tomot. Miközben vezetnek, Tom feltételezi, hogy Axel a gyilkos. Axel telefonál, és sürgeti Sarah-t, hogy távolodjon el Tomtól, aki szerinte a gyilkos; Axel megtudta, hogy Tom az elmúlt hét évet elmegyógyintézetben töltötte. Tom egyre idegesebbé válik, és Sarah, mivel hisz Axelnek, megragadja a kormányt, melynek hatására egy fának ütköznek, majd az erdőbe menekül.
Sarah elbújik Axel kabinjában. Ott felfedezi Axel viszonyának bizonyítékait és egy toronynyi üres Valentin-napi ajándékdobozt. Megjelenik a Bányász, és a bányába üldözi. A bányában megbújik, amikor Axel megérkezik, és Sarah megragadja a pisztolyát. Megjelenik Tom, és Sarah fegyvert fog a két férfira, akik egymást vádolják azzal, hogy ők a gyilkosok. Tom azonban megemlíti, hogyan ölték meg Megant, és ezzel akaratlanul is elárulja, hogy ő a gyilkos. Amikor Sarah ráfogja a fegyvert, Tom hallucinál, és kiderül, hogy a Bányász a megosztott személyisége. Egy visszapillantásban látható, ahogy kiássa Warden bányászfelszerelését, és elköveti a gyilkosságokat. Dulakodás után Sarah lelövi Tomot, és a golyó egy üzemanyagtartályba csapódik, ami felrobban. Sarah-t és Axelt kimentik a keletkező omlásból. Tom is túléli, megöli a mentőmunkást, aki rátalál, és a munkás felszerelésében elmenekül.

## Szereplők
| Szerep                   | Színész              | Magyar hang        |
| ------------------------ | -------------------- | ------------------ |
| Tom J. Hanniger          | Jensen Ackles        | Szabó Máté         |
| Axel Palmer              | Kerr Smith           | Hamvas Dániel      |
| Sarah Palmer             | Jaime King           | Roatis Andrea      |
| Jim Burke seriff         | Tom Atkins           | Reviczky Gábor     |
| Ben Foley                | Kevin Tighe          | Barbinek Péter     |
| Martin képviselő         | Edi Gathegi          | Simonyi Balázs     |
| Megan                    | Megan Boone          | Bogdányi Titanilla |
| Irene                    | Betsy Rue            | Sánta Annamária    |
| Harry Warden / A bányász | Richard John Walters | –                  |

## Bemutató
A négynapos nyitóhétvégén a film 24,1 millió dolláros bevételt hozott, ezzel a 3. helyen végzett a Gran Torino és A pláza ásza mögött. A második hétvégén a film becsült bevétele 10,1 millió dollár volt, ezzel a 6. helyen végzett a hazai jegypénztáraknál. A film az Amerikai Egyesült Államokban és Kanadában 51 545 952 dollárt, más piacokon pedig 49 188 766 dollárt hozott, összesen világszerte 100 734 718 dolláros bevételt gyűjtött.

## Fordítás
- Ez a szócikk részben vagy egészben  a   My Bloody Valentine 3D című angol Wikipédia-szócikk fordításán alapul.  Az eredeti cikk szerkesztőit annak laptörténete sorolja fel. Ez a jelzés csupán a megfogalmazás eredetét és a szerzői jogokat jelzi, nem szolgál a cikkben szereplő információk forrásmegjelöléseként.